# Epithymema
Epithymema is een geslacht van vlinders van de familie sikkelmotten (Oecophoridae), uit de onderfamilie Oecophorinae.

## Soorten
- E. disparile Turner, 1914
- E. parile Turner, 1935